# Астрономическая обсерватория Ягеллонского университета
Астрономическая обсерватория Ягеллонского университета им. Николая Коперника, также известная как Краковская обсерватория — астрономическая обсерватория, основанная в 1792 году в городе Краков, Польша. В настоящее время принадлежит Факультету физики, астрономии и прикладной информатики Ягеллонского университета.

## История
Первоначально обсерватория была расположена в здании бывшей юридики Весола, которое сегодня называется «Коллегия Снядецкого» и находится на территории Ботанического сада.
В 1920 году организована станция наблюдений на горе Любомир (Lubomir) около Кракова, но в 1944 году она была разрушена немецко-фашистскими захватчиками (в 2007 году на этом месте была построена новая обсерватория имени Тадеуша Баханевича).
В 1953 году обсерватория получила от военной администрации землю форта «Скала», расположенного примерно в 10 км к западу от центра города и входившего в состав построенных во времена Австро-Венгрии оборонительных сооружений крепости Краков. На новом месте обсерватория заработала в 1964 году и действует по сей день (код MPC #555).
С 1925 года в обсерватории издается журнал Acta Astronomica.
В обсерватории 25 сотрудников и 2 отдела.

## Наблюдательные пункты
- с 1792 по 1964 год — обсерватория в Ягеллонском университете (в центре Кракова, код MPC № 055)
- с 1964 года по сей день — в Форте Скала (в 10 км к западу от центра Кракова, код MPC № 555)
- с 1976 года по сей день — в юго-восточной части Польши, около Cisna в диких лесах Бещадских гор.

## Направления исследований
Основателем и первым руководителем обсерватории был Ян Снядецкий (1756—1830). Первоначально (1792—1824) основными наблюдательными задачами перед обсерваторией были:
- определение координат Солнца и Луны
- затмения Галилеевских спутников Юпитера
- прохождения планет по диску Солнца
- покрытия звезд и планет Луной

Данные наблюдения были использованы в определении долготы, а высота кульминации Солнца, Луны и звезд была использована для определения широты обсерватории — то есть геодезия. Также проводились наблюдения для определения координат планет и Луны и уточнения их эфемерид.
С 1825 года в тематике обсерватории появились:
- определение орбит тел Солнечной системы
- метеорологические наблюдения
- наблюдения геомагнитного поля
- астрометрические измерения стандартных площадок звездного неба

В 1880-х годах появляются новые тематики:
- теоретическая физика
- вычисления орбит двойных звезд и спутников планет
- геофизика: теоретическая форма земного шара (геоид) и земного тяготения сфероид[прояснить], магнитное поле Земли и гравиметрия

С 1919 года в обсерватории идут тематики исследований:
- Затменные-переменные звезды (в этой области обсерватория стала международным центром исследований)

В дальнейшем с приходом каждого нового директора обсерватории появились новые темы исследований:
- Фигура Луны и её вращение (с 1955 года)
- Фундаментальная фотометрия звезд (с 1958 года)
- Внегалактическая астрономия и космология (с 1968 года)
- Радиоастрономия (с 1979 года)

В данный момент основными направлениями работы Краковской обсерватории являются:
- ежедневные систематические радионаблюдения Солнца (на десяти частотах от 275 до 1755 МГц)
- изучение распределения и структуры радиоисточников
- теоретические исследования и моделирования по физике галактик (их структура и эволюция, межзвездной среды, взаимодействие магнитных полей и космических лучей);
- теоретическая космология
- спектральные исследования комет
- фотометрия переменных звезд и туманных (диффузных объектов)

## Инструменты обсерватории
Первыми инструментами обсерватории были (1792—1824):
- квадранты из латуни (2 шт: из Парижа и из Лондона)
- несколько малых ахроматических рефракторов (из Парижа)
- маятниковые часы (3 штуки)
- рефлекторы (2 шт: системы Ньютона и Григори)
- набор метеорологических приборов
- несколько глобусов (небесный глобус, земной и армиллярная сфера): Ягеллонский глобус
- меридианный круг (из Вены, 1825 год)

Новая обсерватория Форт Скала (построена в 1964 году с 5 куполами):
- 35-см телескоп системы Максутова (с 1965 года)
- 50-см телескоп системы Кассегрена (с 1970 года, Цейсс)
- Радиотелескоп диаметром 8 метров (1957 года)
- Радиотелескоп диаметром 15 метров

## Руководители обсерватории
- 1792—1803 — Ян Снядецкий
- 1803—1808 — Вацлава Войта (Waclaw Voit) и Франтишек Кодеш
- 1808—1810 — Йозеф Иоганн Литров (в 1810 году переехал в Казань, где основал кафедру астрономии КГУ)
- 1811—1824 — Юзеф Леский
- 1825—1862 — Максимилиан Вайссе
- 1862—1902 — Франтишек Карлинский
- 1902—1916 — pl:Maurycy Pius Rudzki (ранее был доцентом в Одесском университете)
- 1916—1919 — Дзевульский, Владислав
- 1919—1954 — Банахевич, Тадеуш
- 1954—1958 — Кароль Козел
- 1958—1968 — Рыбка, Эугениуш
- 1968 — Конрад Рудницкий
- 1968—1974 — Кароль Козел
- 1974—1978 — Анджей Земба
- 1979—1984 — Юзеф Мановский
- 1984—1989 — Конрад Рудницкий
- 1989—1999 — pl:Józef Manowski
- С 1999 года — Михал Островский

## Отделы обсерватории
- Звёздная и внегалактическая астрономия
- Радиоастрономия и космическая физика

## Интересные факты
- В Краковской обсерватории была вычислена первая орбита Плутона